# لين ديفيز (منافس ألعاب قوى)
لين ديفيز (بالإنجليزية: Lynn Davies) (و. 1942  م) هو منافس ألعاب قوى بريطاني، شارك في الألعاب الأولمبية الصيفية 1968، والألعاب الأولمبية الصيفية 1972، والألعاب الأولمبية الصيفية 1964.

## جوائز
حصل على جوائز منها:

نيشان الامبراطورية البريطانية من رتبة قائد

## روابط خارجية
- لين ديفيز على موقع الاتحاد الدولي لألعاب القوى (الإنجليزية)
- لين ديفيز على موقع اللجنة الأولمبية الدولية (الإنجليزية)
- لين ديفيز على موقع أوليمبيديا (الإنجليزية)
- لين ديفيز على موقع اللجنة الأولمبية البريطانية (الإنجليزية)
- لين ديفيز على موقع اتحاد ألعاب الكومنولث (مؤرشف) (الإنجليزية)